# Scottish Cup 2022-2023
La Scottish Cup 2022-2023 è stata la 138ª edizione del torneo, che è iniziato il 26 agosto 2022 e terminato il 3 giugno 2023. Il Celtic ha vinto il trofeo per la quarantunesima volta nella sua storia, la quarta consecutiva.

## Formula del torneo
| Turno             | Data              | Numero di incontri | Squadre   | Entrano a questo turno |
| ----------------- | ----------------- | ------------------ | --------- | --- |
| Turno preliminare | 27 agosto 2022    | 24                 | 126 → 102 | 24 squadre dei campionati di East of SFL, South of SFL, West of SFL, Central SAL, Midlands League, North Caledonian League |
| Primo turno       | 17 settembre 2022 | 30                 | 102 → 72  | 18 squadre della Highland Football League 16 squadre della Lowland Football League                                         |
| Secondo turno     | 22 ottobre 2022   | 20                 | 72 → 52   | 10 squadre della Scottish League Two                                                                                       |
| Terzo turno       | 26 novembre 2022  | 20                 | 52 → 32   | 10 squadre della Scottish Championship 10 squadre della Scottish League One                                                |
| Quarto turno      | 21 gennaio 2023   | 16                 | 32 → 16   | 12 squadre della Scottish Premiership                                                                                      |
| Quinto turno      | 11 febbraio 2023  | 8                  | 16 → 8    | – |
| Quarti di finale  | 11 marzo 2023     | 4                  | 8 → 4     | – |
| Semifinali        | 29-30 aprile 2023 | 2                  | 4 → 2     | – |
| Finale            | 3 giugno 2023     | 1                  | 2 → 1     | – |

## Turno preliminare
Il sorteggio della fase preliminare è stato effettuato il 2 agosto 2022.
| Squadra 1            | Risultato | Squadra 2              |
| -------------------- | --------- | ---------------------- |
| 27 agosto 2022       |           |                        |
| Syngenta             | 1 – 0     | Threave Rovers         |
| Tower Hearts         | w/o       | Cumnock                |
| Rutherglen Glencairn | 2 – 2     | Kilwinning Rangers     |
| Whitehill Welfare    | 1 – 4     | Camelon Juniors        |
| Drumchapel Utd       | 3 – 0     | Easthouses Lily MW     |
| Penicuik Athletic    | 0 – 1     | Musselburgh Athletic   |
| Clydebank            | 4 – 1     | Bonnyton Thistle       |
| Haddington Athletic  | 1 – 3     | Darvel                 |
| Auchinleck Talbot    | 7 – 0     | Coldstream             |
| Dalkeith Thistle     | 1 – 3     | Lochee Utd             |
| Irvine Meadow        | 1 – 1     | Hill of Beath Hawthorn |
| Linlithgow Rose      | 9 – 0     | St. Cuthbert Wanderers |
| Broxburn Athletic    | 3 – 0     | Blackburn Utd          |
| Sauchie Juniors      | 4 – 2     | St. Andrews Utd        |
| Invergordon          | 1 – 5     | Newtongrange Star      |
| Vale of Leithen      | 0 – 2     | Dunbar Utd             |
| Preston Athletic     | 0 – 1     | Newton Stewart         |
| Wigtown & Bladnoch   | 0 – 12    | Dunipace               |
| Fort William         | 0 – 4     | Benburb                |
| Dundonald Bluebell   | 3 – 1     | Tayport                |
| Carnoustie Panmure   | 1 – 1     | Hawick Royal Albert    |
| Pollok               | 6 – 0     | Girvan                 |
| Burntisland Shipyard | 1 – 5     | LTHV                   |
| Glasgow University   | 2 – 0     | Golspie Sutherland     |

### Replay
| Squadra 1              | Risultato | Squadra 2            |
| ---------------------- | --------- | -------------------- |
| 3 settembre 2022       |           |                      |
| Kilwinning Rangers     | 2 – 1     | Rutherglen Glencairn |
| Hill of Beath Hawthorn | 3 – 0     | Irvine Meadow        |
| Hawick Royal Albert    | 0 – 3     | Carnoustie Panmure   |

## Primo turno
Il sorteggio del primo turno è stato effettuato il 29 agosto 2022.
| Squadra 1               | Risultato       | Squadra 2            |
| ----------------------- | --------------- | -------------------- |
| 16 settembre 2022       |                 |                      |
| Broomhill               | 3 – 2 (dts)     | Brora Rangers        |
| Pollok                  | 6 – 0           | Huntly               |
| Syngenta                | 2 – 4           | Auchinleck Talbot    |
| 17 settembre 2022       |                 |                      |
| Jeanfield Swifts        | 1 – 5           | Brechin City         |
| Darvel                  | 8 – 0           | Tynecastle           |
| Gretna 2008             | 3 – 1           | Edinburgh University |
| Cumbernauld Colts       | 0 – 1           | Dalbeattie Star      |
| Musselburgh Athletic    | 1 – 2 (dts)     | Newtongrange Star    |
| Forres Mechanics        | 2 – 3           | Glasgow University   |
| Gala Fairydean          | 1 – 4           | Sauchie Juniors      |
| Keith                   | 1 – 2           | Cumnock              |
| Benburb                 | 4 – 2           | Dundonald Bluebell   |
| Banks O'Dee             | 4 – 0           | Turriff Utd          |
| Kilwinning Rangers      | 4 – 2           | Tranent Juniors      |
| Strathspey Thistle      | 0 – 5           | Camelon Juniors      |
| Formartine Utd          | 3 – 1           | East Stirlingshire   |
| Carnoustie Panmure      | 3 – 1           | Rothes               |
| Wick Academy            | 5 – 1           | Lochee Utd           |
| Civil Service Strollers | 1 – 2           | Fraserburgh          |
| Linlithgow Rose         | 2 – 1           | Berwick Rangers      |
| Lossiemouth             | 1 – 2           | Buckie Thistle       |
| Nairn County            | 1 – 3           | Drumchapel Utd       |
| Cowdenbeath             | 0 – 1           | Bo'ness Utd          |
| Dunbar Utd              | 3 – 2 (dts)     | Clachnacuddin        |
| Dunipace                | 1 – 1 (4-2 dtr) | Broxburn Athletic    |
| Caledonian Braves       | 6 – 1           | Newton Stewart       |
| Deveronvale             | 2 – 4           | East Kilbride        |
| Clydebank               | 1 – 3           | Spartans             |
| Hill of Beath Hawthorn  | 3 – 1           | Inverurie Loco Works |
| Stirling University     | 3 – 0           | LTHV                 |

## Secondo turno
Il sorteggio del secondo turno è stato effettuato il 18 settembre 2022.
| Squadra 1          | Risultato       | Squadra 2              |
| ------------------ | --------------- | ---------------------- |
| 21 ottobre 2022    |                 |                        |
| Cumnock            | 1 – 3           | Dumbarton              |
| 22 ottobre 2022    |                 |                        |
| Brechin City       | 2 – 2 (7-8 dtr) | Stirling Albion        |
| Bo'ness Utd        | 1 – 1 (3-5 dtr) | Auchinleck Talbot      |
| Newtongrange Star  | 0 – 1           | Hill of Beath Hawthorn |
| Kilwinning Rangers | 1 – 3           | Forfar Athletic        |
| Dunipace           | 5 – 2           | Banks O'Dee            |
| Dalbeattie Star    | 1 – 7           | Darvel                 |
| Elgin City         | 4 – 0           | Camelon Juniors        |
| East Kilbride      | 5 – 0           | Caledonian Braves      |
| Sauchie Juniors    | 3 – 2           | Bonnyrigg Rose         |
| Wick Academy       | 2 – 0           | Benburb                |
| Stenhousemuir      | 2 – 1           | East Fife              |
| Fraserburgh        | 2 – 1           | Stranraer              |
| Gretna 2008        | 1 – 4           | Drumchapel Utd         |
| Linlithgow Rose    | 4 – 0           | Spartans               |
| Carnoustie Panmure | 1 – 2           | Formartine Utd         |
| Glasgow University | 1 – 4 (dts)     | Albion Rovers          |
| Buckie Thistle     | 1 – 3           | Broomhill              |
| Dunbar Utd         | 1 – 3           | Stirling University    |
| 24 ottobre 2022    |                 |                        |
| Pollok             | 4 – 3           | Annan Athletic         |

## Terzo turno
Il sorteggio del terzo turno è stato effettuato il 24 ottobre 2022.
| Squadra 1              | Risultato   | Squadra 2           |
| ---------------------- | ----------- | ------------------- |
| 25 novembre 2022       |             |                     |
| Broomhill              | 1 – 2       | Alloa Athletic      |
| 26 novembre 2022       |             |                     |
| Drumchapel Utd         | 1 – 0       | Edinburgh           |
| Hamilton Academical    | 4 – 0       | East Kilbride       |
| Formartine Utd         | 1 – 3       | Stenhousemuir       |
| Montrose               | 2 – 5       | Darvel              |
| Peterhead              | 0 – 3       | Queen's Park        |
| Hill of Beath Hawthorn | 1 – 2       | Elgin City          |
| Wick Academy           | 0 – 6       | Falkirk             |
| Partick Thistle        | 3 – 0       | Kelty Hearts        |
| Fraserburgh            | 0 – 2       | Arbroath            |
| Raith Rovers           | 3 – 0       | Auchinleck Talbot   |
| Albion Rovers          | 0 – 1 (dts) | Stirling University |
| Cove Rangers           | 7 – 0       | Dunipace            |
| Dundee                 | 6 – 2 (dts) | Airdrieonians       |
| Greenock Morton        | 4 – 1       | Queen of the South  |
| Linlithgow Rose        | 1 – 0       | Sauchie Juniors     |
| Inverness              | 3 – 2       | Stirling Albion     |
| Dunfermline            | 4 – 0       | Forfar Athletic     |
| Clyde                  | 1 – 3       | Dumbarton           |
| 28 novembre 2022       |             |                     |
| Ayr Utd                | 1 – 0       | Pollok              |

## Quarto turno
Il sorteggio del quarto turno è stato effettuato il 30 novembre 2022.
| Squadra 1           | Risultato       | Squadra 2           |
| ------------------- | --------------- | ------------------- |
| 21 gennaio 2023     |                 |                     |
| Kilmarnock          | 1 – 0           | Dumbarton           |
| Dundee Utd          | 3 – 0           | Stirling University |
| St. Mirren          | 0 – 0 (3-0 dtr) | Dundee              |
| Celtic              | 5 – 0           | Greenock Morton     |
| St. Johnstone       | 0 – 1           | Rangers             |
| Partick Thistle     | 1 – 1 (4-2 dtr) | Dunfermline         |
| Arbroath            | 0 – 2           | Motherwell          |
| Alloa Athletic      | 1 – 2           | Falkirk             |
| Stenhousemuir       | 1 – 3           | Livingston          |
| Hamilton Academical | 0 – 0 (5-3 dtr) | Ross County         |
| 22 gennaio 2023     |                 |                     |
| Hibernian           | 0 – 3           | Hearts              |
| 23 gennaio 2023     |                 |                     |
| Darvel              | 1 – 0           | Aberdeen            |
| 24 gennaio 2023     |                 |                     |
| Elgin City          | 2 – 1           | Drumchapel Utd      |
| Linlithgow Rose     | 0 – 2           | Raith Rovers        |
| 31 gennaio 2023     |                 |                     |
| Cove Rangers        | 0 – 3           | Ayr Utd             |
| Inverness           | canc. (0 – 2)*  | Queen's Park        |

- a tavolino

## Ottavi Di Finale
Il sorteggio del quinto turno è stato effettuato il 22 gennaio 2023.
| Squadra 1           | Risultato | Squadra 2       |
| ------------------- | --------- | --------------- |
| 10 febbraio 2023    |           |                 |
| Hamilton Academical | 0 – 2     | Hearts          |
| 11 febbraio 2023    |           |                 |
| Raith Rovers        | 3 – 1     | Motherwell      |
| Livingston          | 0 – 3     | Inverness       |
| Dundee Utd          | 0 – 1     | Kilmarnock      |
| Ayr Utd             | 4 – 1     | Elgin City      |
| Celtic              | 5 – 1     | St. Mirren      |
| 12 febbraio 2023    |           |                 |
| Rangers             | 3 – 2     | Partick Thistle |
| 13 febbraio 2023    |           |                 |
| Darvel              | 1 – 5     | Falkirk         |

## Quarti di finale
Il sorteggio dei quarti è stato effettuato il 13 febbraio 2023.
| Squadra 1     | Risultato | Squadra 2    |
| ------------- | --------- | ------------ |
| 10 marzo 2023 |           |              |
| Inverness     | 2 – 1     | Kilmarnock   |
| 11 marzo 2023 |           |              |
| Hearts        | 0 – 3     | Celtic       |
| 12 marzo 2023 |           |              |
| Rangers       | 3 – 0     | Raith Rovers |
| 13 marzo 2023 |           |              |
| Falkirk       | 2 – 1     | Ayr Utd      |

## Semifinali
| Squadra 1      | Risultato | Squadra 2 |
| -------------- | --------- | --------- |
| 29 aprile 2023 |           |           |
| Falkirk        | 0 – 3     | Inverness |
| 30 aprile 2023 |           |           |
| Rangers        | 0 – 1     | Celtic    |

## Finale
| Arbitro: | John Beaton |

|                                    |           |            |
| Furuhashi 38’ Abada 65’ Jota 90+1’ | Marcatori | MacKay 84’ |